# Rocco Sisto
Rocco Sisto (* 18. Februar 1953 in Bari, Apulien, Italien) ist ein US-amerikanischer Schauspieler und Synchronsprecher.

## Leben
Sisto ist der Sohn von Antoinetta Armenise und Joseph Sisto und wurde im italienischen Bari geboren. In seiner Kindheit emigrierte er mit der Familie in die Vereinigten Staaten. Die Familie lebte in Addison im US-Bundesstaat Illinois, wo er die Addison Trail High School besuchte, die er im Jahr 1970 abschloss. Anschließend studierte er zunächst Sprach- und Theaterwissenschaften an der Universität Chicago und erhielt 1974 seinen Bachelorabschluss. Danach studierte er Schauspiel im Graduate Acting Program der Tisch School of the Arts der New York University, die er 1977 mit einem Master in Fine Arts (MFA) verließ. Am 3. Dezember 1984 heiratete er die Choreografin Barbara Allen.
Sisto begann seine Schauspielkarriere in den 1980er-Jahren. Er trat in zahlreichen Film- und Fernsehproduktionen auf, darunter Die Zeit nach Mitternacht (1985), In einem fernen Land (1992), Carlito’s Way (1993), Donnie Brasco (1997), Frequency (2000) und The American Astronaut (2001). Im Fernsehen war er unter anderem in Raumschiff Enterprise – Das nächste Jahrhundert als Sakkath, in Law & Order, CSI: Den Tätern auf der Spur, Blue Bloods – Crime Scene New York, Madam Secretary und wiederholt als junger Corrado „Junior“ Soprano in der Fernsehserie Die Sopranos zu sehen. Er ist auch als Synchronsprecher tätig und lieh seine Stimme Figuren in Videospielen wie Grand Theft Auto: San Andreas und The Warriors.
Im deutschen Sprachraum wurde Sisto unter anderem von Alberto Fortuzzi, Ulrich Frank, Helmut Gauß, Joe Haggège, Walter von Hauff, Jürgen Jung, Matthias Klages, Helmut Krauss, Jürg Löw, Claudio Maniscalco, Victor Oller, Erich Räuker, Sven Plate, Peter Reinhardt, Lutz Riedel, Michael Schernthaner, Stefan Staudinger und Christian Toberentz synchronisiert.
Auf der Bühne spielte er regelmäßig am Delacorte Theater im Rahmen des New York Shakespeare Festival. Er gewann dreimal den Obie Award und wurde 1995 für seine Rolle im Theaterstück Quills für den Drama Desk Award in der Kategorie „Outstanding Actor – Play“ nominiert.

## Filmografie (Auswahl)

### Film
- 1983: Jacobo Timerman: Prisoner Without a Name, Cell Without a Number (Fernsehfilm)
- 1984: Spur in den Tod
- 1985: Die Zeit nach Mitternacht
- 1986: Höllengefängnis (Doing Life; Fernsehfilm)
- 1988: Ich und Er
- 1989: Rotkäppchen
- 1992: In einem fernen Land
- 1992: Bloody Marie – Eine Frau mit Biß
- 1992: Lorenzos Öl
- 1993: Nackt in New York
- 1993: Carlito’s Way
- 1993: Downtown Cop (Fernsehfilm)
- 1996: Eraser
- 1996: Rescuing Desire
- 1997: Love Walked In – Tödliches Spiel
- 1997: Donnie Brasco
- 1998: Illuminata
- 2000: Blue Moon
- 2000: Intrigen – Erotisch und gefährlich (The Intern)
- 2000: Frequency
- 2000: In the Weeds
- 2000: Machiavelli Rises
- 2001: The Big Heist (Fernsehfilm)
- 2001: The American Astronaut
- 2003: Undermind
- 2004: Eulogy – Letzte Worte
- 2005: Survival of the Fittest (Kurzfilm)
- 2006: Spectropia
- 2008: Alphabet Killer
- 2009: Mother’s Day (Kurzfilm)
- 2011: A Bird of the Air
- 2012: Possession – Das Dunkle in dir
- 2013: Joy de V.
- 2014: The Sideways Light
- 2021: Son
- 2021: I’m Not Him
- 2022: Supermann (Kurzfilm)
- 2022: Yield (Kurzfilm)
- 2024: Strays (Kurzfilm)

### Fernsehen
- 1986–1987: Spenser
- 1987: Der Equalizer
- 1987: Leg Work
- 1990: Matlock
- 1990: Raumschiff Enterprise – Das nächste Jahrhundert
- 1992–2002: Law & Order
- 1999: Homicide
- 1999–2007: Die Sopranos
- 2001: Highway to Hell – 18 Räder aus Stahl
- 2002: JAG – Im Auftrag der Ehre
- 2003: New York Cops – NYPD Blue
- 2003: Crossing Jordan – Pathologin mit Profil
- 2004: CSI: Den Tätern auf der Spur
- 2005: Alias – Die Agentin
- 2006: Criminal Intent – Verbrechen im Visier
- 2007: Close to Home
- 2011: Mildred Pierce (Miniserie)
- 2012: 666 Park Avenue
- 2016: Blue Bloods – Crime Scene New York
- 2017: Madam Secretary
- 2018: The Blacklist
- 2019: Evil
- 2019–2021: Law & Order: Special Victims Unit

### Videospiele
- 2004: Grand Theft Auto: San Andreas
- 2005: The Warriors

## Theater (Auswahl)
- 1983: Hamlet (Joseph Papp Public Theater, New York City)
- 1995: A Month in the Country (Criterion Center Stage Right, Broadway, New York City)
- 1999–2000: Amadeus (Music Box Theatre, Broadway, New York City)
- 2002: Once in a Lifetime (Adams Memorial Theater, Williamstown)
- 2005: Souls of Naples (Theatre for a New Audience at the Duke, New York City)
- 2008: To Be Or Not To Be (Samuel J. Friedman Theatre, Broadway, New York City)
- 2009: Mrs. Warren’s Profession (Berlind McCarter Theatre, Princeton, New Jersey)
- 2011–2012: Seminar (John Golden Theatre, Broadway, New York City)
- 2015–2016: The King and I (Vivian Beaumont Theater, Broadway, New York City)
- 2017: The Light Years (Off-Broadway)
- 2017: The Birds (US-Tournee, Barrington Stage Company)
- 2017: Mary Shelley’s Frankenstein (Off-Broadway)
- 2018: The Wanderer: A Dion DiMucci Musical (The Leonard Nemoy Theater)
- 2018: Naked (The Unicorn Theatre, Stockbridge)
- 2019: Bad News! i was there… (Off-Broadway)
- 2019: The Tragedy of Julius Caesar (Theatre for a New Audience, Samuel H. Scripps Mainstage des Polonsky Shakespeare Center, Manhattan)
- 2019: Gertrude and Claudius (Barrington Stage Company)
- 2020: ’Tis Pity She’s a Whore (Red Bull Theater, Off-Broadway)
- ‍2022: Coffeehouse Chronicles #166: Celebrating George Bartenieff (Ellen Stewart Theatre, New York City)
- 2024: The Refuseniks (Adams Theater)
- 2024: Camino Real (La Femme Theatre Productions)
- 2025: The Doctor’s Dilemma (The Players Club)
- 2025: Oedipus (Red Bull Theater, Off-Broadway)